# Le bonheur se porte large
Pour plus de détails, voir Fiche technique et Distribution.
Le bonheur se porte large est un film français réalisé par Alex Métayer et sorti en 1988.

## Fiche technique
- Titre : Le bonheur se porte large
- Réalisation : Alex Métayer
- Scénario : Viviane Marcenaro et Alex Métayer
- Photographie : Yves Pouffary
- Décors : Alain Cordonnier
- Son : René Levert
- Montage : Josie Miljévic
- Musique : Giuseppe Verdi
- Production : Xandro Films - IMA Productions
- Pays d'origine :  France
- Durée : 87 minutes
- Date de sortie : France - 15 juin 1988

## Distribution
- Alex Métayer : Bruno
- Laure Duthilleul : Caroline
- Marie Rivière : Isabelle
- Guillemette Grobon : Viviane
- Muriel Kenn : Fatima
- Kathy Kriegel : Marie-France
- Éva Darlan : Florence
- Didier Pain : Tony